# Patrick McDonnell
Patrick McDonnell, född 17 mars 1956 i Elizabeth, New Jersey, är en amerikansk serieskapare. Han har skapat dagspresserien Morrgan och Klös (Mutts) och den månatliga Bad Baby. 
Han föddes i Elizabeth, New Jersey och växte upp i Edison i samma delstat. Han bor i New Jersey tillsammans med sin fru Karen och deras hund Earl och katt MeeMow.